# Most osudu
Most osudu (v britském originále The Bridge of San Luis Rey) je britsko-francouzsko-španělský dramatický film z roku 2004. Režisérem filmu je Mary McGuckian. Hlavní role ve filmu ztvárnili F. Murray Abraham, Kathy Bates, Gabriel Byrne, Geraldine Chaplin a Robert De Niro.

## Obsazení
| F. Murray Abraham    | vicekrál v Peru      |
| Kathy Bates          | markýza              |
| Gabriel Byrne        | bratr Juniper        |
| Geraldine Chaplin    | abatyše              |
| Robert De Niro       | peruánský arcibiskup |
| Émilie Dequenne      | Doňa Clara           |
| Adriana Domínguez    | Pepita               |
| Harvey Keitel        | strýc Pio            |
| Pilar López de Ayala | Camila Villegas      |
| John Lynch           | kapitán de Alvarado  |
| Mark Polish          | Manuel               |
| Michael Polish       | Esteban              |
| Jim Sheridan         | španělský král       |